# Condado de Karlovac
O Condado de Karlovac (em croata: Karlovačka županija) é um condado da Croácia. Sua capital é a cidade de Karlovac.

## Divisão administrativa
O Condado está dividido em 5 Cidades e 17 Municípios.
As cidades são:
- Duga Resa
- Karlovac
- Ogulin
- Slunj
- Ozalj

Os municípios são:
- Barilović
- Bosiljevo
- Cetingrad
- Draganić
- Generalski Stol
- Josipdol
- Kamanje
- Krnjak
- Lasinja
- Netretić
- Plaški
- Rakovica
- Ribnik
- Saborsko
- Tounj
- Vojnić
- Žakanje